# Tramkule
Tramkule – część wsi Konarzyny w Polsce, położona w województwie pomorskim, w powiecie kościerskim, w gminie Stara Kiszewa, w kompleksie leśnym Borów Tucholskich.
W latach 1975–1998 Tramkule położone były w województwie gdańskim.
Tramkule znajdowały się na trasie niezrealizowanego projektu linii kolejowej (Czersk-Bąk-Konarzyny-Stara Kiszewa-Liniewo-Przywidz-Stara Piła-Gdańsk Kokoszki-Gdańsk Wrzeszcz). Odcinek pomiędzy Starą Piłą a Bąkiem nie doczekał się realizacji (w okolicy wyraźne ślady robót ziemnych).